# Нивский

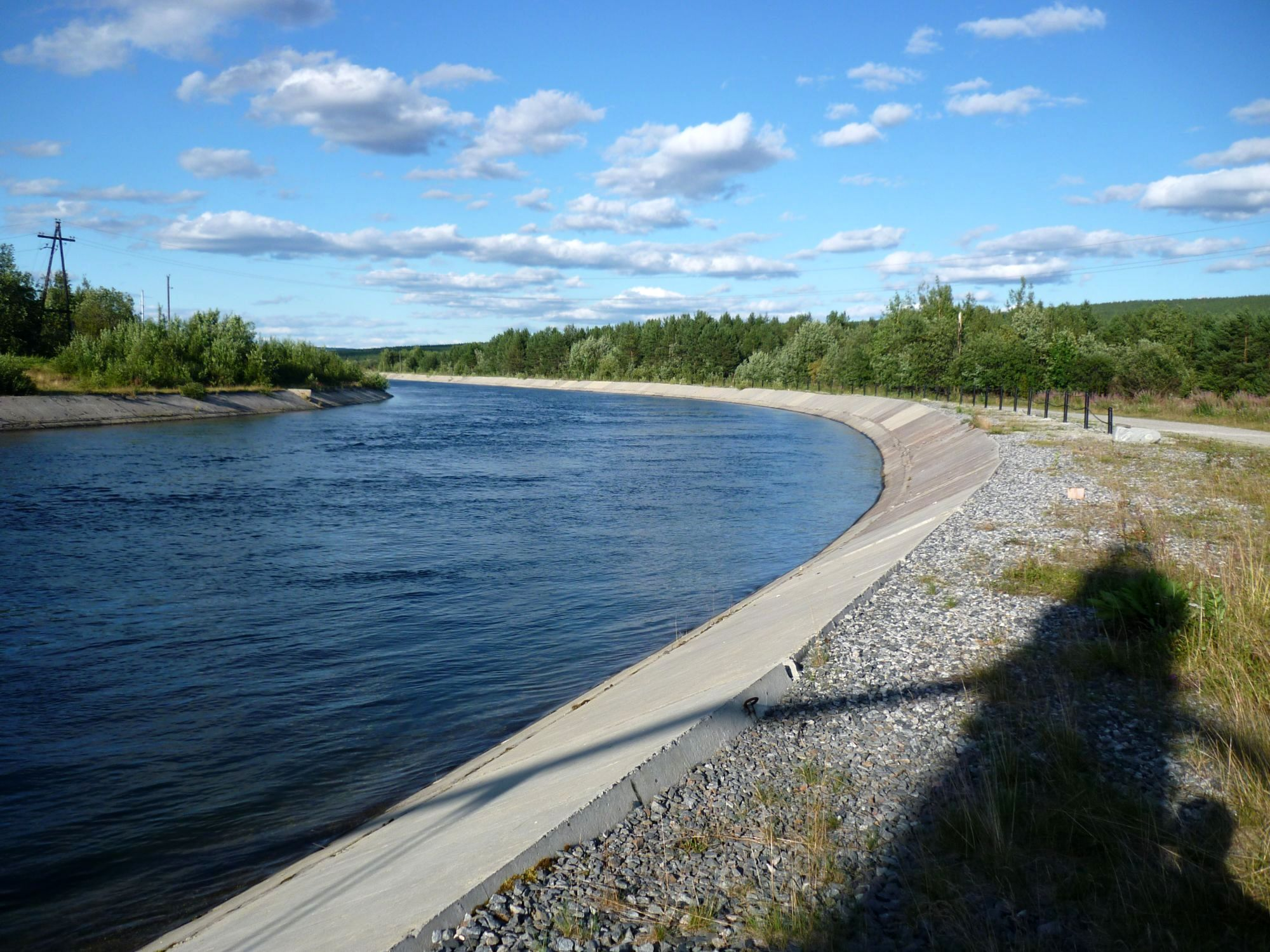
Отводящий канал Нивской ГЭС

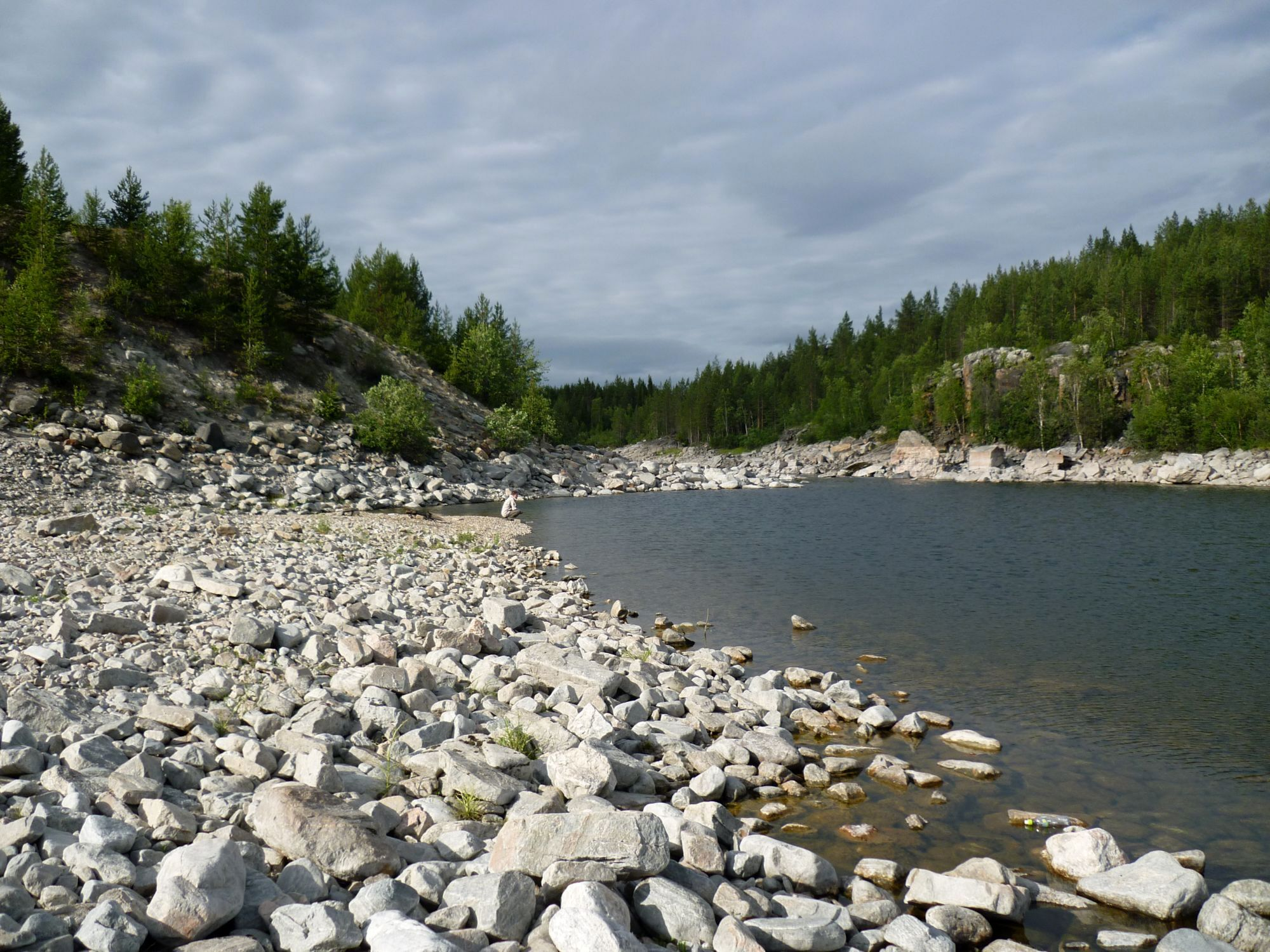
Река Нива летом при закрытой плотине

Ни́вский — сельский населённый пункт в Кандалакшском районе Мурманской области. Входит в городское поселение Кандалакша.

## География
Нивский расположен на левом берегу реки Нива близ впадения в неё реки Теньте. Находится в 3 км от станции Пинозеро.

## История
История посёлка началась с открытия в Хибинах богатейших запасов фосфорного сырья, в которых в то время остро нуждалась страна. Но, чтобы начать освоение этих месторождений, нужны были новые энергетические мощности. Первым шагом в этом направлении должна была стать Нива ГЭС-2 — первенец знаменитого плана электрификации (ГОЭЛРО) на Кольском полуострове. Проектная мощность будущей станции составляла 25 тыс. лошадиных сил.
Учитывая важность проекта, советское правительство в сентябре 1931 года отнесло строительство Нивской гидростанции к числу сверхударных строек страны. Строительство было поручено тресту «Нивастрой». Предстояло построить каскад из трех станций: Нива ГЭС-1 у Пинозера, Нива ГЭС-2 у Плесозера и Нива ГЭС-3 у впадения реки Нива в Кандалакшский залив. Начали строительство с Нива ГЭС-2.
Основной рабочей силой были так называемые спецпереселенцы. Раскулаченных, уличённых в нелояльности к власти людей ссылали сюда вместе с семьями. Уже в сентябре 1930 года на разъезд Пинозеро доставили первую группу таких спецпереселенцев. Они и стали основателями и первыми жителями посёлка Нивастрой, который на тот момент предстояло ещё построить.
Говорить об условиях проживания не имело смысла — их просто не было. В меру своих сил и способностей строили себе времянки, в которых и пережили первую заполярную зиму. Смертность среди спецпереселенцев была крайне высокой. Так, в августе 1931 года умерли 121 человек, из них 99 детей (по сведениям комендатуры ОГПУ за август умерло 116 человек только детей). В сентябре — 108 человек, из них детей — 99 человек, за октябрь — 115 человек.
К концу 1931 года в Нивастрое проживало 1466 семей или 6166 человек. Строительство ГЭС меж тем набирало обороты. Вручную копали котлованы, напорный бассейн, отводящий канал. Грунт лопатами загружали в ковш экскаватора. Вручную отсыпали плотину, выполняли все бетонные работы. Механизацию на строительстве головного узла составляли два крана, одна камнедробилка и две бетономешалки емкостью по 500 литров. С такой «механизацией» вынули 1,6 миллиона кубометров моренного грунта и 142 тыс. м³. скалы, отсыпали 460 тыс. м³. морены, 118 тыс. м³. камня и уложили 73 тыс. м³. бетона. Статус рабочего посёлка присвоен в 1933 году.
30 июня 1934 года Нивская ГЭС-2 была запущена. 202 спецпереселенца за ударный труд были досрочно восстановлены в правах гражданства. А передовикам соцсоревнования вручили грамоты и премии.
В Великую Отечественную войну единственный агрегат Нивы ГЭС-2 обеспечивал энергией железную дорогу и Кандалакшский механический завод, где ремонтировали военную технику.
С 1975 года в посёлке начал функционировать совхоз «Нивский» мясомолочного направления. В 2003 году под напором демократических реформ он был признан банкротом.
Преобразован в сельский населённый пункт из посёлка городского типа Нивский в 1995 году.

## Население
| 1939 | 1959  | 1970  | 1979  | 1989  | 2002  | 2010  |
| ---- | ----- | ----- | ----- | ----- | ----- | ----- |
| 7287 | ↘3786 | ↘1612 | ↘1477 | ↗1622 | ↘1265 | ↘1043 |

Численность населения, проживающего на территории населённого пункта, по данным Всероссийской переписи населения 2010 года составляет 1043 человека, из них 457 мужчин (43,8 %) и 586 женщин (56,2 %).

## Предприятия и учреждения
- Нивская котельная
- Нивская средняя общеобразовательная школа № 15
- Нива ГЭС-2
- Нивский сельский Дом культуры[15]
- Сельская библиотека н.п. Нивский
- Детский сад № 10 «Ромашка»